# Rétrodiffusion (courrier électronique)
En informatique, la rétrodiffusion (Backscatter en anglais), également connue sous le nom spam collatéral (collateral spam) se produit quand des notifications d'échec de remise produits automatiquement par des serveurs de courrier sont envoyés à des personnes qui n'étaient pas à l'origine du message initial. Il s'agit en général d'un effet collatéral de pourriels (spam) entrants. 
Ce phénomène se produit parce que les vers informatiques et les pourriels contiennent souvent une adresse d'émetteur fabriquée de toutes pièces, et parce que les serveurs de courrier configurés naïvement envoient un message d'erreur (bounce message) à cette adresse, l'adresse de rebond (bounce address).
Les destinataires de ces notifications les ressentent comme du spam puisqu'ils ne correspondent pas à du courrier qu'ils ont sollicité, se ressemblent tous et peuvent arriver en grand nombre. Les systèmes qui génèrent des courriers en rétrodiffusion peuvent finir dans une liste noire ou être en infraction face aux conditions d'utilisation de leur Fournisseur d'accès à internet.
On peut limiter ce problème en :
- essayant de rejeter le plus possible de demandes d'envoi lors de la première connexion SMTP ;
- envoyant des messages de notification d'erreur uniquement à des adresses qui n'ont pas été trafiquées.

### Source
- (en) Cet article est partiellement ou en totalité issu de l’article de Wikipédia en anglais intitulé « Backscatter (e-mail) » (voir la liste des auteurs).